# Richard H. Tilly
Richard Hugh Tilly (* 17. Oktober 1932 in Chicago; † 18. Februar 2023 in Münster) war ein US-amerikanischer Wirtschafts- und Sozialhistoriker und Universitätslehrer.

## Leben
Richard H. Tilly wurde 1932 als Sohn einer deutschstämmigen Familie geboren, er kam aber erst als Erwachsener in engeren Kontakt zu Deutschland. Tilly studierte an der University of Wisconsin–Madison Geschichte und schloss 1955 mit dem Bachelor of Arts ab. Von 1955 bis 1957 leistete er seinen Militärdienst, teilweise in Deutschland. Von 1958 bis 1961 besuchte er die Graduate School der University of Wisconsin–Madison. Mit Hilfe eines Stipendiums war er von 1961 bis 1963 in Köln, wo er an seiner Dissertation über die deutsche Frühindustrialisierung im preußischen Rheinland arbeitete. Bereits seit 1963 war Tilly Assistenzprofessor an der University of Michigan, 1964 wurde er promoviert (Ph.D. in Economics). Seit 1966 lehrte Tilly an der Yale University.
Im Sommer 1966 war Tilly zu Vorträgen in verschiedenen deutschen Universitäten eingeladen, dabei begegnete er in Münster auch dem einflussreichen empirischen Wirtschaftsforscher Walther G. Hoffmann. Auf Hoffmanns Initiative hin wurde Tilly im Herbst 1966 an die Universität Münster auf den Lehrstuhl für Wirtschafts- und Sozialgeschichte berufen sowie zum Direktor des Instituts für Wirtschafts- und Sozialgeschichte der Universität Münster ernannt. Richard H. Tilly nahm auch zeitweise Gastprofessuren in den USA wahr. 1997 wurde er emeritiert.
Richard H. Tilly war der Bruder des Historikers Charles Tilly (1929–2008) und der Schwager der Historikerin Louise A. Tilly (1930–2018).

## Leistungen
Richard H. Tilly hat die deutsche Wirtschaftsgeschichtsschreibung maßgeblich modernisiert durch  die Anwendung von ökonomischen Theorien und ökonometrischen Methoden auf die Wirtschafts- und Sozialgeschichte (New Economic History, Cliometrie).
Hauptarbeitsgebiete Tillys waren in der Wirtschaftsgeschichte die Frühindustrialisierung, die Geschichte der Unternehmen und deren Finanzierung sowie in der Sozialgeschichte die Erforschung sozialer Proteste. Von herausragender Bedeutung für die wirtschaftshistorische Forschung waren vor allem Tillys Beiträge zur Geschichte des deutschen Bankwesens und der deutschen Großunternehmen. Ebenso gelten Tillys sozialgeschichtliche Arbeiten als wegweisend für die quantifizierende Erforschung sozialer Proteste, zum Beispiel von Streiks und Hungerunruhen.
Richard H. Tilly war Mitglied des Arbeitskreises für Bankengeschichte sowie der Gesellschaft für Unternehmensgeschichte. Er gehörte 1974 zu den Mitbegründern der Zeitschrift Geschichte und Gesellschaft und war Herausgeber von Themenheften zur Industrialisierungsgeschichte. Seit den 1990er Jahren gab er die Münsteraner Beiträge zur Kliometrie heraus. Im Jahr 1969 wurde Tilly zum ordentlichen Mitglied der Historischen Kommission für Westfalen gewählt; 2006 wurde seine Mitgliedschaft in eine korrespondierende umgewandelt.
Die von Tilly geförderte New Economic History hat sich für die wirtschaftshistorische Forschung in Deutschland als bedeutende Innovation erwiesen. Seine nachhaltige Wirkung als akademischer Lehrer lässt sich daran ablesen, dass sieben seiner Schüler Anfang des 21. Jahrhunderts wirtschaftshistorische oder wirtschaftswissenschaftliche Professuren bekleideten, unter anderen Hans-Heinrich Bass (* 1954), Rolf Horst Dumke (1941–2020), Rainer Fremdling (* 1944), Carl-Ludwig Holtfrerich (* 1942), Hermann von Laer (* 1945) und Toni Pierenkemper (1944–2019).

## Ehrungen
Für seine Dissertation wurde Richard H. Tilly 1964 mit dem Edwin-Francis-Gay-Preis für Wirtschaftsgeschichte ausgezeichnet. 1983 erhielt er den Fritz-Redlich-Preis der amerikanischen Economic History Association. Am 10. Dezember 2009 wurde er im Deutschen Historischen Institut Washington mit dem Helmut-Schmidt-Preis für Deutsch-Amerikanische Wirtschaftsgeschichte ausgezeichnet.

## Schriften (Auswahl)

### Monographien
- mit Michael Kopsidis: From Old Regime to Industrial State. A History of German Industrialization from the Eighteenth Century to World War I. University of Chicago Press, Chicago 2020, ISBN 978-0-22-672543-7.
- Willy H. Schlieker. Aufstieg und Fall eines Unternehmers (1914–1980). (= Jahrbuch für Wirtschaftsgeschichte. Beihefte 14). Akademie Verlag, Berlin 2008, ISBN 978-3-05-004477-4.
- Globalisierung aus historischer Sicht und das Lernen aus der Geschichte. (= Kölner Vorträge zur Sozial- und Wirtschaftsgeschichte. Heft 41). Köln 1999, OCLC 237361052.
- Geld und Kredit in der Wirtschaftsgeschichte. Steiner, Stuttgart 2003, ISBN 3-515-06785-X.
- Vom Zollverein zum Industriestaat. Die wirtschaftlich-soziale Entwicklung Deutschlands 1834 bis 1914. (= Deutsche Geschichte der neuesten Zeit). Deutscher Taschenbuch-Verlag, München 1990, ISBN 3-423-04506-X.
- Kapital, Staat und sozialer Protest in der deutschen Industrialisierung. Gesammelte Aufsätze. Vandenhoeck & Ruprecht, Göttingen 1980 (= Kritische Studien zur Geschichtswissenschaft, Bd. 41), ISBN 3-525-35997-7.
- mit Charles Tilly und Louise Tilly: The Rebellious Century: 1830–1930. Harvard University Press, Harvard 1975, ISBN 0-674-74955-3.
- Financial Institutions and industrialization in the Rhineland 1815–1870. University of Wisconsin Press, Madison 1966.

### Herausgeber
- mit Paul J. J. Welfens: Economic Globalization, International Organizations and Crisis Management: Contemporary and Historical Perspectives on Growth, Impact and Evolution of Major Organizations in an Interdependent World. ISBN 3-540-65863-7.
- Bankenkrisen in Mitteleuropa im 19. und 20. Jahrhundert. Steiner, Stuttgart 2000.
- Geschichte der Wirtschaftspolitik. Vom Merkantilismus zur sozialen Marktwirtschaft. Oldenbourg, München/Wien 1993, ISBN 3-486-22640-1.
- Beiträge zur quantitativen vergleichenden Unternehmensgeschichte. Klett-Cotta, Stuttgart 1985, ISBN 3-608-91325-4.
- mit Rainer Fremdling: Industrialisierung und Raum: Studien zur regionalen Differenzierung im Deutschland des 19. Jahrhunderts. Klett-Cotta, Stuttgart 1979, ISBN 3-12-911070-4.

### Zeitschriftenartikel
- Tilly, Richard: Banking crises in three countries, 1800–1933 : a historical and comparative perspective. In: Bulletin of the German Historical Institute. 46. Jahrgang, 2010, S. 77–89 (ghi-dc.org).

## Belege
1. ↑  Traueranzeigen auf lebenswege.faz.net, veröffentlicht und abgerufen am 25. Februar 2023.
2. 1 2 3  Toni Pierenkemper: Richard H. Tilly. (Memento vom 12. Januar 2014 im Internet Archive), auf digitalis.uni-koeln.de  1997. (PDF; 1,6 MB).
3. ↑  Kurzbiographie Richard H. Tilly (PDF; 78 kB).
4. ↑  Michael Hecht: Hungerunruhen, Lexikon zu Restauration und Vormärz. Deutsche Geschichte 1815 bis 1848.
5. 1 2  Verleihung des Helmut-Schmidt-Preises 2009 an Richard Hugh Tilly (Memento vom 29. Oktober 2013 im Internet Archive)

| Personendaten    | Personendaten                                       |
| ---------------- | --------------------------------------------------- |
| NAME             | Tilly, Richard H.                                   |
| ALTERNATIVNAMEN  | Tilly, Richard Hugh (vollständiger Name)            |
| KURZBESCHREIBUNG | US-amerikanischer Wirtschafts- und Sozialhistoriker |
| GEBURTSDATUM     | 17. Oktober 1932                                    |
| GEBURTSORT       | Chicago                                             |
| STERBEDATUM      | 18. Februar 2023                                    |
| STERBEORT        | Münster                                             |